# 9.ª Divisão Panzer (Alemanha)
A 9ª Divisão Panzer (em alemão: 9. Panzer-Division) foi uma unidade militar blindada da Alemanha que esteve em serviço durante a Segunda Guerra Mundial.

## Comandantes
| Comandante                                     | Data                                                       |
| ---------------------------------------------- | ---------------------------------------------------------- |
| Generalleutnant Alfred Ritter von Hubicki      | 3 de janeiro de 1940 - 15 de abril de 1942                 |
| Generalmajor Johannes Baeßler                  | 15 de abril de 1942 - 27 de julho de 1942                  |
| Oberst Heinrich-Hermann von Hülsen             | 27 de julho de 1942 - 28 de julho de 1942 m.d.st.F.b.      |
| Generalleutnant Walter Scheller                | 28 de julho de 1942 - 20 de julho de 1943                  |
| Oberst Erwin Jollasse                          | 21 de julho de 1943 - 30 de setembro de 1943 m.d.F.b.      |
| Generalmajor Erwin Jollasse                    | 1 de outubro de 1943 - 20 de outubro de 1943               |
| Generalmajor Dr. Johannes Schulz               | 21 de outubro de 1943 - 27 de novembro de 1943 m.d.F.b.    |
| Oberst Walter Bömers                           | 1 de dezembro de 1943 - 7 de janeiro de 1944 m.d.st.F.b.   |
| Generalmajor Erwin Jollasse                    | 8 de janeiro de 1944 - 19 de março de 1944                 |
| Oberst Clemens Betzel                          | 20 de março de 1944 - 1 de maio de 1944                    |
| Generalmajor Erwin Jollasse                    | 17 de maio de 1944 - 15 de agosto de 1944                  |
| Oberst Max Sperling                            | 15 de agosto de 1944 - 1 de setembro de 1944 m.d.st.F.b.   |
| Generalmajor Gerhard Müller                    | 1 de setembro de 1944 - 16 de setembro de 1944 m.d.st.F.b. |
| Generalmajor Harald Freiherr von Elverfeldt    | 21 de setembro de 1944 - 31 de dezembro de 1944 m.d.F.b.   |
| Generalleutnant Harald Freiherr von Elverfeldt | 1 de janeiro de 1945 - 6 de março de 1945                  |
| Oberst Helmut Zollenkopf                       | 6 de março de 1945 - 8 de maio de 1945 m.d.F.b.            |

## Área de operações
| Polônia]]                           | janeiro de 1940 - maio de 1940          |
| Holanda, Bélgica & França           | maio de 1940 - setembro de 1940         |
| Polônia                             | setembro de 1940 - abril de 1941        |
| Bálcãs                              | abril de 1941 - julho de 1941           |
| Frente Oriental, setor sul          | julho de 1941 - de outubro de 1941      |
| Frente Oriental, setor central      | outubro de 1941 - de setembro de 1943   |
| Frente Oriental, setor sul          | setembro de 1943 - de março de 1944     |
| França                              | março de 1944 - de setembro de 1944     |
| Alemanha Ocidental                  | setembro de 1944 - de dezembro de 1944  |
| Ardenas                             | dezembro de 1944 - de fevereiro de 1945 |
| Alemanha Ocidental & Bolsão de Ruhr | fevereiro de 1945 - abril de 1945       |